# Oxazolidin
Oxazolidin, früher auch Oxazolan, ist eine chemische Verbindung. Die heterocyclische Verbindung ist ein Hydrierungsprodukt des Oxazols und Grundkörper der Gruppe der Oxazolidine. Eine strukturisomere Verbindung ist das 1,2-Oxazolidin (Isoxazolidin).

## Vorkommen und Darstellung
In der Natur kommen sehr viele Derivate des Oxazolidins, meist als Oxazolidinone vor; die Stammverbindung Oxazolidin selbst wurde noch nicht gefunden.
Durch Reduktion von Oxazolen mit Alkoholen und Natrium können die Oxazolane erhalten werden. Sie können auch durch Umsetzung von β-Aminoalkoholen mit Aldehyden hergestellt werden. So bildet sich bei Reaktion von Formaldehyd mit 2-Amino-2-methylpropanol das als industrielles Biozid verwendete 4,4-Dimethyloxazolidin.

## Verwendung
Früher wurden Derivate des Oxazolidins, nämlich Oxazolidin-2,4-dione wie Paramethadion und Trimethadion als Antiepileptika eingesetzt; aufgrund relativ hoher Toxizität (Trimethadion-Embryopathie) und notwendiger hoher Dosen wurde die Verwendung mittlerweile eingestellt. Oxazolidindione wirken auf die Synapsen, indem sie deren Refraktärzeit verlängern.
Aktuell werden Oxazolidine als Mikrobizide in Schmierstoffen verwendet. Sie spalten beim Erhitzen Formaldehyd ab, das Bakterien und Pilze abtötet.
Oxazolidine werden ebenfalls als latente Härter in luftfeuchtigkeitshärtenden Polyurethansystemen eingesetzt. Durch Hydrolyse werden Aminoalkohole freigesetzt, die mit Isocyanaten unter Polyaddition zu Urethan- und Harnstoff-Gruppen reagieren.

## Externe Links zu erwähnten Verbindungen
1. ↑  Externe Identifikatoren von bzw. Datenbank-Links zu 1,2-Oxazolidin:  CAS-Nr.: 504-72-3, PubChem: 136333, ChemSpider: 120107, Wikidata: Q27122030.